# A Simpson család (16. évad)
A Simpson család 16. évadát 2004. november 7. és 2005. május 15. között sugározták a Fox csatornán. A műsor készítői Matt Groening, James L. Brooks, és Sam Simon.
Az évad a 15. Rémségek Simpson háza-résszel kezdődött

## Epizódok
| # | Bemutatás          | Prod. Kód | Cím                           |
| --- | ------------------ | --------- | ----------------------------- |
| 336–1601 | 2004. november 7.  | FABF23    | Rémségek Simpson háza 15      |
| 1. A Ned zóna (The Ned Zone): Ned Flanders látja az emberek halálát 2. Négy lefejezés, egy temetés (Four Behadings with a Furneal): Egy rejtélyes pofaszakállas ember gyilkolja a nőket 3. A főnök hasában (In the Belly of the Boss): Maggie belekerül Mr. Burns hasába              |                    |           |                               |
| 337–1602 | 2004. november 14. | FABF20    | Sütőháború                    |
| Marge benevez egy sütőversenyre, ahol az ellenfelei mindenáron tönkre akarják tenni az ételét. - James Caan, Thomas Pynchon és Amy Stiller vendégszereplésével |                    |           |                               |
| 338–1603 | 2004. november 21. | FABF19    | Aludni az ellenséggel         |
| Marge úgy érzi, hogy már gyerekei nem szeretik, ezért befogadja a házba Nelsont. |                    |           |                               |
| 339–1604 | 2004. december 5.  | FABF22    | Riport-er-nő                  |
| Marge találkozik Chloe-vel, a gimnáziumban lévő barátnőjével, akire féltékeny lesz. - Kim Cattrall vendégszereplésével |                    |           |                               |
| 340–1605 | 2004. december 12. | FABF21    | Kövér fickó és kisfiú         |
| Bart pólókra írogat vicces mondatokat és az ötletét megveszi egy kiadó. - Eric Idle vendégszereplésével |                    |           |                               |
| 341–1606 | 2005. január 16.   | FABF16    | Gyógyszerhiány                |
| Mr. Burns megvonja a gyógyszertámogatást az alkalmazottaktól, Homer és barátai csempészésre kényszerülnek Kanadából. |                    |           |                               |
| 342–1607 | 2005. január 30.   | GABF01    | Moe új társa                  |
| Moe-nak bezáratják a kocsmáját és Homer ad neki kölcsön, cserébe Marge társtulajdonos lesz. |                    |           |                               |
| 343–1608 | 2005. február 6.   | GABF02    | Homer, a koreográfus          |
| Homer hülyülésével híres ember lesz és megkapja a focidöntő félidei műsorát. Ned felajánlja, hogy megrendezi neki Noé bárkáját. - Tom Brady, Warren Sapp, LeBron James, Jao Ming és Michelle Kwan vendégszereplésével                                                                 |                    |           |                               |
| 344–1609 | 2005. február 13.  | GABF03    | Vesszen az igazság            |
| Bart elszökik egy rap koncertre és ott esélyt kap a rappelésre. A szülők meg akarják verni a szökése miatt, de Bart úgy dönt, hogy többé nem megy haza. - 50 Cent vendégszereplésével                                                                                                 |                    |           |                               |
| 345–1610 | 2005. február 20.  | GABF04    | A nő, aki szeret engem        |
| Homer összeadja a melegeket is, hogy legyen pénze, ám így Patty-t is össze kell adnia egy nővel. |                    |           |                               |
| 346–1611 | 2005. március 6.   | GABF05    | Távol vagy tőlem, mégis közel |
| Lisa távoltartási határozatot kér, hogy ne piszkálja többet Bart, aki ettől fogva 60 méternél közelebb nem mehet hozzá. - Gary Busey vendégszereplésével |                    |           |                               |
| 347–1612 | 2005. március 13.  | GABF06    | Kínai kaland                  |
| Selma örökbe akar fogadni egy kislányt Kínából, ám ehhez szüksége van egy férjre, aki szerepét Homer játssza el. - Lucy Liu és Robert Wagner vendégszereplésével |                    |           |                               |
| 348–1613 | 2005. március 20.  | GABF07    | Homer lakókocsija             |
| Marge fél, hogy Homer meghal és vad spórolásba kezd, ám a spórolt pénzt Homer elkölti egy lakókocsira. |                    |           |                               |
| 349–1614 | 2005. április 3.   | GABF08    | Homer, a besúgó               |
| Mr. Burns nyit egy börtönt Springfieldben, ahova Homert is berzárják. Később ő lesz a börtön besúgója. - Frank Gehry, Charles Napier és Joe Mantegna vendégszereplésével |                    |           |                               |
| 350–1615 | 2005. április 17.  | GABF12    | Drámai jövő                   |
| Bart és Lisa belenéznek a jövőbe, ahol mindketten érettségiznek. Bart-nak döntenie kell, hogy ő menjen-e a Yale egyetemre a Burns ösztöndíjjal vagy Lisa - előbbivel megtarthatja a barátnőjét, ám akkor Lisa jövőjét tönkreteszi. - Amy Poehler és John DiMaggio vendégszereplésével |                    |           |                               |
| 351–1616 | 2005. május 1.     | GABF10    | Ez mindennek a teteje         |
| Homérról azt hiszik, hogy meghülyült és kitalált megának egy barátot. - Ray Romano és Stephen Hawking vendégszereplésével |                    |           |                               |
| 352–1617 | 2005. május 1.     | GABF11    | Dagobert                      |
| Az iskolába új ételautomaták érkeznek, amit Bart túl sokszor használ, és ettől teljesen elhízik. - Albert Brooks vendégszereplésével |                    |           |                               |
| 353–1618 | 2005. május 8.     | GABF13    | Könnyed könnyek               |
| Homer benevezi Lisát egy énekversenyre, ahol a lányra szomorú dalai miatt hamar felfigyelnek. Ám később apa és lánya összevesznek, ezután pedig Homer Lisa vetélytársának írja a dalokat. - Fantasia Barrino vendégszereplésével                                                      |                    |           |                               |
| 354–1619 | 2005. május 8.     | GABF14    | Az elragadtatás napja         |
| Homer a moziban lát egy filmet a világ végéről, ezután pedig kiszámítja, hogy már csak 1 hétig élnek, mert elkezdődik a végítélet. Ennek hatására mindenki felmegy Springfield fennsíkra, hogy megmeneküljenek.                                                                       |                    |           |                               |
| 355–1620 | 2005. május 15.    | GABF15    | Balek Ned új élete            |
| Flanders elköltözik a városból, mert mindenki kinevette, ám Homer utánamegy, hogy hazahívja. - Jason Bateman vendégszereplésével |                    |           |                               |
| 356–1621 | 2005. május 15.    | GABF09    | Isteni színjáték              |
| Bart és Homer katolikusok lesznek, és ezt a presbiteriánusok nem nézik jó szemmel a városban. - Liam Neeson vendégszereplésével |                    |           |                               |

## DVD kiadás
| A teljes tizenhatodik évad | | | |
| Készlet adatok | Készlet adatok | Készlet adatok | Extrák |
| - 21 epizód - 3-lemezes készlet (Blu-ray) - 4-lemezes készlet (DVD) - 1.33:1 képarány - Nyelvek: - Angol (DVD: Dolby Digital 5.1, felirattal) (Blu-ray: DTS-HD Master Audio 5.1, felirattal) - Latin spanyol (DVD: Dolby Digital Stereo, felirattal) (Blu-ray: Dolby Digital 5.1, felirattal) - Kanadai francia (DVD: Dolby Digital Stereo) (Blu-ray: Dolby Digital 5.1) - Egyéb nyelvek a "Vesszen az igazság" című részhez (portugál, olasz, cseh, magyar) | - 21 epizód - 3-lemezes készlet (Blu-ray) - 4-lemezes készlet (DVD) - 1.33:1 képarány - Nyelvek: - Angol (DVD: Dolby Digital 5.1, felirattal) (Blu-ray: DTS-HD Master Audio 5.1, felirattal) - Latin spanyol (DVD: Dolby Digital Stereo, felirattal) (Blu-ray: Dolby Digital 5.1, felirattal) - Kanadai francia (DVD: Dolby Digital Stereo) (Blu-ray: Dolby Digital 5.1) - Egyéb nyelvek a "Vesszen az igazság" című részhez (portugál, olasz, cseh, magyar) | - 21 epizód - 3-lemezes készlet (Blu-ray) - 4-lemezes készlet (DVD) - 1.33:1 képarány - Nyelvek: - Angol (DVD: Dolby Digital 5.1, felirattal) (Blu-ray: DTS-HD Master Audio 5.1, felirattal) - Latin spanyol (DVD: Dolby Digital Stereo, felirattal) (Blu-ray: Dolby Digital 5.1, felirattal) - Kanadai francia (DVD: Dolby Digital Stereo) (Blu-ray: Dolby Digital 5.1) - Egyéb nyelvek a "Vesszen az igazság" című részhez (portugál, olasz, cseh, magyar) | - Üdvözlet, ifjú tudósok!, Matt Groeninggel - Választható kommentár az összes epizódhoz - Animációs bemutatók a "Drámai jövő" című részhez - Törölt jelenetek - Rövidfilm: "A Simpson család élőben!" - Rövidfilm: "A jelenben élni" - Vázlatok - Bónusz epizódok: - "Lisa esküvője" (csak Blu-rayen) - "Bart jövője" (csak Blu-rayen) - "Holidays of Future Passed" |
| Kiadási adatok | | | - Üdvözlet, ifjú tudósok!, Matt Groeninggel - Választható kommentár az összes epizódhoz - Animációs bemutatók a "Drámai jövő" című részhez - Törölt jelenetek - Rövidfilm: "A Simpson család élőben!" - Rövidfilm: "A jelenben élni" - Vázlatok - Bónusz epizódok: - "Lisa esküvője" (csak Blu-rayen) - "Bart jövője" (csak Blu-rayen) - "Holidays of Future Passed" |
| 1-es régió | 2-es régió | 4-es régió | - Üdvözlet, ifjú tudósok!, Matt Groeninggel - Választható kommentár az összes epizódhoz - Animációs bemutatók a "Drámai jövő" című részhez - Törölt jelenetek - Rövidfilm: "A Simpson család élőben!" - Rövidfilm: "A jelenben élni" - Vázlatok - Bónusz epizódok: - "Lisa esküvője" (csak Blu-rayen) - "Bart jövője" (csak Blu-rayen) - "Holidays of Future Passed" |
| 2013. december 3. | 2013. december 2. | 2013. december 11. | - Üdvözlet, ifjú tudósok!, Matt Groeninggel - Választható kommentár az összes epizódhoz - Animációs bemutatók a "Drámai jövő" című részhez - Törölt jelenetek - Rövidfilm: "A Simpson család élőben!" - Rövidfilm: "A jelenben élni" - Vázlatok - Bónusz epizódok: - "Lisa esküvője" (csak Blu-rayen) - "Bart jövője" (csak Blu-rayen) - "Holidays of Future Passed" |